# The Cry of Love
„The Cry of Love“ е името на четвъртия студиен албум на Джими Хендрикс, издаден посмъртно на 5 март 1971. Това е първият албум на Хендрикс, издаден след смъртта му.

## Песни
Автор на всички песни е Джими Хендрикс.
1. „Freedom“ – 3:24
2. „Drifting“ – 3:46
3. „Ezy Ryder“ – 4:09
4. „Night Bird Flying“ – 3:50
5. „My Friend“ – 4:40
6. „Straight Ahead“ – 4:42
7. „Astro Man“ – 3:37
8. „Angel“ – 4:25
9. „In From the Storm“ – 3:42
10. „Belly Button Window“ – 3:34